# Burkhard Albrecht von Bemmel
Pour les articles homonymes, voir Bemmel.
Burkhard Albrecht von Bemmel (Nuremberg, 1743 — Nuremberg, 1755) est un peintre et dessinateur animalier allemand.
Mort très jeune, il était considéré comme un enfant prodige, au sein d'une dynastie de peintres allemands d'origine néerlandaise.

## Biographie
Burkhard Albrecht von Bemmel naît à Nuremberg le 23 mars 1743,,. Il est le fils cadet de Johann Noah von Bemmel (1716-1758), qui est le petit-fils de Willem van Bemmel (1630-1708), peintre et graveur néerlandais important ayant terminé sa vie à Nuremberg et initié une « dynastie de peintres bavarois »,,.
Lors des jours de marché, le jeune Burkhard Albrecht observe les animaux, qu'il dessine puis peint dans toutes les positions,
Considéré comme un « enfant prodige » et un « excellent zoographe », certains de ses dessins d'animaux sont gravés à l'eau-forte par Christoph Wilhelm Bock,,.
Georg Wolfgang Panzer mentionne un portrait de lui que Bock a aussi gravé,.
Burkhard Albrecht von Bemmel meurt d'une dépression nerveuse à Nuremberg le 4, ou le 8 janvier 1755.